# Das Haus in der Karpfengasse
Das Haus in der Karpfengasse è un film del 1965 diretto da Kurt Hoffmann.

## Trama
Il film narra la storia di un gruppo di ebrei residenti in una pensione di Praga durante l'occupazione tedesca della Cecoslovacchia.

## Produzione

### Riprese
Il film è stato girato ai Barrandov Studios di Praga e in location in giro per la città.

## Accoglienza
Il film nonostante abbia ricevuto numerosi riconoscimenti, si è rivelato un grave flop commerciale. Hoffmann tornò quindi a dirigere le commedie per le quali era meglio conosciuto.

## Riconoscimenti
- Lola al miglior film 1965